# Тизенгаузен, Антон Иванович
Барон Антон Иванович Тизенгаузен (нем. Otto Johann von Tiesenhausen; 1752—1830) — русский военачальник, генерал от инфантерии (1800).

## Биография
Из остзейского немецкого рода  Тизенгаузенов. Родился в 1752 году в семье офицера. Его мать, Шарлотта Доротея, происходила из баронского рода Врангелей.
В возрасте 17 лет (1769) поступил подпоручиком в Инженерный корпус. Участник двух Русско-турецких войн. Полковник (1790).
Карьерный взлёт Тизенгаузена был связан с правлением Павла I (1796—1801). Генерал-майор (1797), шеф Нарвского гарнизонного полка (1797), генерал-лейтенант (1799), шеф Томского мушкетёрского полка (1800), генерал от инфантерии (1800). 
После убийства императора Павла I успешная карьера Тизенгаузена фактически завершилась. В 1804 году он окончательно вышел в отставку и удалился в свои поместья в окрестностях Санкт-Петербурга, где и скончался в 1830 году в возрасте 77 лет. Его сын, Карл Антонович, офицер русской армии, в двадцатилетнем возрасте погиб в Лейпцигском сражении.